# ممالك البجا
ممالك البجا هي ست ممالك أسسها البجا خلال العصور الوسطى. امتدت هذه الممالك من الأراضي المنخفضة في إريتريا إلى أسوان في مصر. احتلت ممالك البجا جزءًا كبيرًا من الأراضي السابقة لإمبراطورية أكسوم. وقد أشار إلى هذه الممالك لأول مرة المؤرخ العربي الشهير اليعقوبي في القرن التاسع الميلادي وكانت أسماء الممالك: مملكة نجاش، وتانكيش، وبلجين، وبازين، وجارين، وقطعة. كانت هذه الممالك تجاور بعضها البعض وشمالها مملكة علوة النوبية القوية. إلى الجنوب من ممالك البجا كانت هناك مملكة مسيحية تسمى النجاشي. عُثر على الذهب والأحجار الكريمة والزمرد في العديد من الممالك. وأشار اليعقوبي إلى أن العرب المسلمين كانوا يزورون الممالك لأغراض التجارة. وأشار أيضًا إلى أن العرب عملوا في مناجم الممالك.
كان صعود قبائل البجا أحد الأسباب الرئيسة لانهيار إمبراطورية أكسوم في القرن السابع. أدت الغارات والغزوات التي شنتها قبائل البجا إلى إضعاف قوة إمبراطورية أكسوم. كما أنهم فقدوا السيطرة على طرق التجارة على ساحل البحر الأحمر بسبب ظهور الإسلام. استغل البجا هذا الأمر وتمكنوا من الاستيلاء على جزء كبير من أراضي أكسوم. وفي نهاية القرن السابع الميلادي، اكتسبت قبيلة بيجا القوية المعروفة باسم الزنافاج بنية موحدة واخترقت الهضبة الإريترية عبر وادي جاش باركا وهاجمت الأكسوميين. لقد اجتاح قبائل البجا مساحات كبيرة من المرتفعات الإريترية، وفر العديد من الأكسوميين المتفرقين نحو الجنوب. بعد سقوط أكسوم، احتل البجا المناطق الساحلية.
كانت ممالك البجا مُقسمة حسب القبائل والعشائر. وقد ذكر اليعقوبي أن هذه العشائر هي الحداربة، وسحاب، وأمرار، والكبير، والمناسا، والراس، والعربرية، والزنافج. ومن الجدير بالذكر أيضًا أن الكوناما كانوا جزءًا من مملكة بازين، نظرًا لحقيقة أن الأحباش يُطلقون عليهم اسم بازين. وكانت قبائل البجا على علاقة طيبة بالعرب المسلمين الذين كانوا يعملون ويزورون ممالكهم. في الوقت الذي زار فيه اليعقوبي الممالك، كانت مملكة البازين في حالة حرب مع مملكة علوة النوبية. كانت ممالك البجا أممًا محاربة وقوية ماهرة في الحرب. وكانت هناك قبيلة بجا وُصفت بأنها عشيرة محاربة. وكان اسم العشيرة دار الساوة. أُرسل الشباب من هذه القبيلة على وجه الخصوص إلى مدرسة التدريب العسكري، حيث دُربوا على الحرب والقتال.
كان سكان الممالك التي كانت تقع في إريتريا يعملون في الزراعة والرعي. أنشأت هذه الممالك بعض المدن الحديثة. بعد 600 عام، اُستبدلَت ممالك البيجا السابقة بمملكة بيليو القوية (وتسمى أيضًا مزيكا/بيلو/كيلو) والتي كانت أيضًا من قبائل البجا (وتحديدًا قبيلة بلاو).